# King’s Flag Sergeant
The King/Queen’s Flag Sergeant ist ein Soldat und Mitglied im Department des Master of the Household des britischen Royal Household.
Die Stelle wird von einem amtierenden Unteroffizier der Household Division Brigade of Guards für normalerweise zwei Jahre besetzt. Seit 2022 ist Lance Sergeant Oliver Morton Amtsinhaber.
Er ist zuständig für das Hissen und das Einholen des Royal Standards auf dem Buckingham Palace, wenn der König in der Residenz ist. Seit 1997 hisst er bei dessen Abwesenheit den Union Jack. Er verwahrt auch alle anderen im Palast und dessen Fahrzeugen verwendeten Flaggen.
Er ist auch verantwortlich für den Versand der königlichen Standarten an Orte, die der Monarch im In- oder Ausland besucht. Daneben unterstützt er die Poststelle des Palastes bei Kurierdiensten und hilft bei anderen livrierten Aufgaben aus.